# Freda James
Winifred "Freda" Alice James gift Hammersley, född 13 januari 1911 i Nottingham, England. Död 27 december 1988, var en brittisk tennisspelare.
Freda James är mest känd för sina tre dubbeltitlar i Grand Slam- turneringar. År 1933 spelade hon dubbel i Amerikanska mästerskapen tillsammans med landsmaninnan och tidigare flerfaldiga titelvinnaren i mästerskapen, Betty Nuthall. Paret nådde finalen där de skulle ha mött det amerikanska paret Helen Wills Moody/Elizabeth Ryan. Wills Moody hade dock tidigare i singelfinalen ådragit sig en ryggskada och kunde därför inte ställa upp i dubbelfinalen. James/Nuthall tilldömdes därför segern utan spel.
James vann dubbeltiteln i Wimbledonmästerskapen två år i rad, 1935 och 1936, båda gångerna tillsammans med landsmaninnan Kay Stammers. I finalen 1935 besegrade det brittiska paret ett fransk-tyskt par, Simone Mathieu/Hilde Krahwinkel Sperling, med 6-1, 6-4. År 1936 finalbesegrades det amerikanska paret Sarah Palfrey/Helen Jacobs (6-2, 6-1). 
Freda James deltog i det brittiska Wightman Cup-laget 1933-39. 

## Grand Slam-titlar
- Wimbledonmästerskapen
  - Dubbel - 1935, 1936
- Amerikanska mästerskapen
  - Dubbel - 1933